# Marconne
Marconne korábbi község Franciaországban, Pas-de-Calais megyében. Lakosainak száma 1067 fő (2022. január 1.). Marconne Brévillers, Capelle-lès-Hesdin, Grigny, Marconnelle, Le Parcq és Saint-Georges községekkel határos.
2025. január 1-jén három másik korábbi községgel egyesült és az így létrejött Hesdin-la-Forêt új község része lett.

## Népesség
A település népességének változása:
| Lakosok száma | 1123 | 1122 | 1202 | 1093 | 1082 | 1079 | 1070 | 1061 | 1067 |
|               | 2013 | 2015 | 2016 | 2017 | 2018 | 2019 | 2020 | 2021 | 2022 |